# Protocharon stocki
Protocharon stocki är en kräftdjursart som beskrevs av Wagner 1990. Protocharon stocki ingår i släktet Protocharon och familjen Janiridae. Inga underarter finns listade i Catalogue of Life.